# Eunicea distans
Eunicea distans is een zachte koraalsoort uit de familie Plexauridae. De koraalsoort komt uit het geslacht Eunicea. Eunicea distans werd in 1860 voor het eerst wetenschappelijk beschreven door Duchassaing & Michelotti. 